# Euchaeta rimana
Euchaeta rimana är en kräftdjursart som beskrevs av Edward Bradford 1974. Euchaeta rimana ingår i släktet Euchaeta och familjen Euchaetidae. Inga underarter finns listade i Catalogue of Life.